# Spyker C12 Zagato
O Spyker C12 Zagato é um automóvel superesportivo de luxo fabricado pela empresa de carros esportivos Spyker. O carro possui um motor W12 de 6.0 litros e 500 cv de potência. Seu design é da autoria da empresa de design automotivo italiana Zagato. Oficialmente apresentado no Salão do Automóvel de Genebra de 2007, o Spyker C12 Zagato é um carro conceito, pois somente uma unidade foi produzida. 
Em 6 de março de 2007, a Spyker anunciou o C12 Zagato no Salão do Automóvel de Genebra. A casa de design milanesa Zagato co-projetou o modelo. O C12 Zagato apresentou elementos de design totalmente novos inspirados na Fórmula 1. Embora o estilo externo seja um pouco diferente do C8, os recursos retidos incluem: portas de tesoura, estilo interior e tema da aviação geral. O C12 Zagato é alimentado por um motor W12 de 6,0 L, proveniente do Grupo Volkswagen (o mesmo motor apresentado no Audi A8 e no Volkswagen Phaeton). Para o C12 Zagato, a Spyker ajustou o W12 para produzir 500 cv. O motor é acoplado a uma caixa automática de cinco velocidades comshifters de remo . Embora a nomenclatura sugira o contrário, o C12 Zagato não se baseia no protótipo C12 LaTurbie. O Spyker C12 Zagato custou 495.000 euros (aproximadamente US$ 740.000 ou £450.000), A Spyker produziu 24 unidades do C12 Zagato. 

## Performance
O C12 Zagato desenvolve 368 kW (493 hp) e 610 N⋅m (450 lb⋅ft) do motor W12 especialmente afinado. Com um peso  de 1.480 kg (3.263 lb), o Spyker acelera de 0 a 100 km/h em 3,8 segundos e depois atinge uma velocidade máxima de 313 km/h. A frenagem é realizada por discos ventilados em aço e apresenta frenagem antibloqueio . A caixa de câmbio automática de cinco marchas possui um conversor de torque em vez de uma embreagem. A Spyker diz que a mudança das caixas de câmbio manuais, como é visto no Spyker C8, é conforme a solicitação do cliente, o modelo Aileron apresenta uma caixa de câmbio automática da ZF semelhante à do C12 Zagato.